# Shaban Nditi
Shaban Nditi est un footballeur tanzanien, né le 5 mars 1983 en Tanzanie.
Shaban Nditi évolue depuis 2009 au Mtibwa Sugar, où il occupe le poste de milieu défensif.

## Palmarès
Simba SC
- Champion de Tanzanie : 2007

 Tanzanie
- Vainqueur de la Coupe CECAFA des nations : 2010